# كوزما أندريانوف
كوزما أندريانوف (بالروسية: Кузьма Андрианович Андрианов ؛ 28 ديسمبر 1904 - 13 مارس 1978) كان كيميائيًا سوفيتيًا وروسيًا وأستاذًا في معهد موسكو لهندسة الطاقة. يحمل وسام بطل العمل الاشتراكي (1969).

## السيرة الشخصية
ولد كوزما أندريانوفيتش أندريانوف في 28 ديسمبر 1904 (5 ديسمبر على الطراز القديم)، 1904 في قرية كوندراكوفو (الآن منطقة زوبتسوفسكي في تفير أوبلاست روسيا). في عام 1930 تخرج من كلية الكيمياء بجامعة موسكو الحكومية. من عام 1929 إلى عام 1954 عمل في المعهد الكهرتقني لعموم روسيا. في 1930-1932 عمل استاذا في معهد موسكو للدباغة، في 1933-1941 عمل في جامعة د. منديليف للتكنولوجيا الكيميائية في روسيا، في 1941-1959 في معهد موسكو للطاقة (أستاذ منذ عام 1946).
في 1946-1953 عمل في معهد عموم روسيا لمواد الطيران. منذ عام 1959 كان رئيسًا لقسم تخليق البوليمرات في معهد موسكو لومونوسوف موسكو الحكومي للبيولوجيا الجزيئية. منذ عام 1954 عمل أيضًا في معهد نيسميانوف للمركبات العضوية.
كان أكاديميًا في أكاديمية العلوم في الاتحاد السوفيتي (1964، عضو مراسل منذ عام 1953)، وعضوًا في الحزب الشيوعي السوفيتي منذ عام 1949 وعضوًا فخريًا في جامعة بودابست البوليتكنيك منذ عام 1965. وكان أيضًا بطل العمل الاشتراكي و الحائز على جائزة لينين.
توفي في 13 مارس 1978 في موسكو ودفن في مقبرة نوفوديفيتشي.